# Encyclia adenocarpa
Encyclia adenocarpa là một loài thực vật có hoa trong họ Lan. Loài này được (Lex.) Schltr. mô tả khoa học đầu tiên năm 1914.